# Cocalinho
Cocalinho é um município brasileiro do estado de Mato Grosso. Localiza-se a uma latitude 14º23'50" sul e a uma longitude 50º59'45" oeste, estando a uma altitude de 241 metros. Possui uma área de 16.538,832 km². Tem sua área delimitada pelo Rio Araguaia, possuindo dessa forma grande interesse turístico.
O turismo praticado é o camping e a pesca esportiva.

## História
Em 1928, por decreto-lei do governo estadual, é formado o povoado de São José do Cocalinho, no município de Registro do Araguaya, que em 1932 foi renomeado para Araguaiana. Em 1934, o povoado foi transformado em Distrito de Paz de São José do Cocalinho. Divisões territoriais de 1960 até 1983 colocam o distrito de Cocalinho dentro do município de Barra do Garças.
A lei estadual nº 5.009, de 13 de maio de 1986, elevou o distrito ao status de município, denominado simplesmente Cocalinho.

## Geografia
Seu território, determinado em 1986, é cercado pelo rio das Mortes à oeste e pelo rio Araguaia à leste. É cercado também pelo rio Cristalino, Corixo Gerais dos Cães, córrego do gado, rio Pindaíba e rio das Mortes.
A unidade geomorfológica característica da região é a Depressão do Araguaia, que geralmente alaga na época das chuvas. A falta de chuva pode afetar a agricultura da região.
A vegetação principal do do município é parque de cerrado. Sua vegetação pode ser dividida em Mata Inundável, Caapão, Babaçual, Cerradão, Cerrado stricto sensu, Campo de Murunduns, Campo de Byrsonima orbignyana e Campo Cerrado de Vochysia rufa.
A Serra do Calcário, também localizada no município, às margens do rio das Mortes, tem relevo cárstico. Possui sítios arqueológicos, onde foram encontrados esqueletos humanos e cacos de cerâmica.

## Demografia
No Censo de 2010, teve população medida de 5 490 habitantes. Já em 2016, sua população estimada era de 6 890 habitantes.[carece de fontes?] Pelo Censo demográfico do Brasil de 2022, a população diminuiu para 6 220, indicando densidade populacional de 0,38 habitantes por km² e tendo em média 2,72 moradores por residência.

## Política
Nas Eleições municipais no Brasil em 2020, Marcio Conceição Nunes de Aguiar, apelidado Baco, foi eleito prefeito da cidade, com 1.911 votos, pelo Partido Socialista Brasileiro (PSB). A segunda colocada na disputa foi Dalva Peres (MDB), que teve 1.755 votos. Foram eleitos nove vereadores para a legislatura 2021-2024.

## Últimos prefeitos eleitos
| Ano  | Prefeito      | Partido | Votos | %     | Ref    |
| ---- | ------------- | ------- | ----- | ----- | ------ |
| 2004 | Juarez Falone | PSDB    | 1.692 | 56,12 | [ 16 ] |
| 2008 | Luiz Henrique | PT      | 1.656 | 41,48 | [ 17 ] |
| 2012 | Luiz Henrique | PT      | 1.981 | 51,28 | [ 18 ] |
| 2016 | Dalva Peres   | PSDB    | 2.122 | 58,17 | [ 19 ] |
| 2020 | Baco          | PSB     | 1.911 | 52,13 | [ 20 ] |
| 2024 | Baco          | UB      | 2.519 | 54,99 | [ 21 ] |